# Börn náttúrunnar
Börn náttúrunnar (no Brasil, Filhos da Natureza) é um filme de drama teuto-noruego-islandês de 1991 dirigido e coescrito por Friðrik Þór Friðriksson.
Foi indicado ao Oscar de melhor filme estrangeiro na edição de 1992, representando a Islândia.

## Elenco
- Gísli Halldórsson - Þorgeir
- Sigríður Hagalín
- Baldvin Halldórsson
- Björn Karlsson